# Expédition d'Abi Hadrad al-Aslami
Expédition de Abi Hadrad al-Aslami, se déroula en janvier 629 AD, 7AH, Shawwal (10e mois) du Calendrier Islamique,. Pendant cette expédition, le chef de la tribu des Banu Jusham, Rifa’a ibn Qays fut bel et bien assassiné,.